# Монтедизон-Икам/Инз. Инд. Кда Бондифе (Сиракуза)
Монтедизон-Икам/Инз. Инд. Кда Бондифе је насеље у Италији у округу Сиракуза, региону Сицилија.
Према процени из 2011. у насељу је живело 5 становника. Насеље се налази на надморској висини од 54 м.